# Эдельштадт, Давид
Давид Эдельштадт (идиш דוד עדעלשטאַדט‎‎; 9 мая 1866, Калуга — 17 октября 1892, Денвер) — еврейский поэт и публицист, один из классиков и зачинателей пролетарской поэзии на идише. Его произведения на разных языках переиздавались и выходили в Нью-Йорке, Варшаве, Лондоне и в Москве (1930, 1935).

## Биография
Родился 9 мая 1866 года в Калуге, отец — Мойше (Моисей) Эдельштадт — был городовым, позже — конторским служащим.
Первоначально короткое время учился у литовского меламеда. В 1873—1876 годах обучался русскому языку у специально нанятого учителя. Писать стихи начал с девяти лет, через некоторое время его стихи были опубликованы в калужской газете «Губернские ведомости».
В 1880 году Давид переехал в Киев, где жили его старшие братья. Здесь познакомился с революционерами-народниками, и его поэзия приобрела революционный дух. После киевского погрома 1881 года он оказался в госпитале для погромленных евреев на Печерске. Здесь Эдельштадт познакомился с врачом М. Э. Мандельштамом, который предложил Давиду подготовить его к поступлению в университет.
Однако Давид с братом вступили в ячейку организации «Ам-Олам» и приняли решение покинуть Россию для основания еврейской сельскохозяйственой коммуны в США. В мае 1882 года, через Лондон, они прибыли в Нью-Йорк. Вскоре Эдельштадт поселился в Цинциннати (штат Огайо) и работал на одной из местных фабрик.
В Америке он продолжал писать стихи на русском языке, выучил английский язык, увлекся идеями анархизма. Участвовал в первой еврейской анархистской группе в Нью-Йорке, созданной после ареста Хеймаркетских мучеников — «Пионеры свободы». В январе 1889 года в русской социал-демократической газете «Знамя» в Нью-Йорке появилось первое стихотворение Эдельштадта, написанное в Америке: «Пролетарий». В поисках работы он переехал в Оранж (штат Нью-Джерси), затем снова вернулся в Нью-Йорк. Здесь он начал писать стихи на идиш, которые публиковались в анархистской еврейской газете «Вархайт». Его произведения публиковались также в Лондонском журнале «Арбайтер фрайнд» и в Нью-Йоркской социалистической газете «Моргенштерн».
В 1891 году обострился приобретенный Давидом в юности туберкулез, и он был вынужден был уехать на лечение в город Денвер (штат Колорадо), где и умер 17 октября 1892 года.